# 2018年冬季残疾人奥林匹克运动会意大利代表团
2018年冬季残疾人奥林匹克运动会意大利代表团是意大利派出的2018年冬季残疾人奥林匹克运动会代表团。获得2枚金牌、2枚银牌和1枚铜牌。